# Consejo Nacional Palestino
No confundir con el Consejo Legislativo Palestino, órgano legislativo del gobierno palestino.
El Consejo Nacional Palestino (CNP) es el órgano legislativo de la Organización para la Liberación de Palestina (OLP) y elige a su Comité Ejecutivo (CE OLP), que asume el liderazgo de la organización entre sus períodos de sesiones. El CNP es la máxima autoridad de la OLP, responsables de la formulación de sus políticas y programas. Sirve como el parlamento de todos los palestinos dentro y fuera de los Territorios Palestinos Ocupados (TPO), que representa a todos los sectores de la comunidad palestina en todo el mundo, incluidos los partidos políticos, las organizaciones populares, movimientos de resistencia y figuras independientes de todos los sectores de la vida.
El Consejo se reúne normalmente cada dos años. Los acuerdos se adoptarán por mayoría simple, con un cuórum de dos tercios. La CNP elige a su propio presidente.

## Estructura
Los candidatos al Consejo Nacional deben ser nominados por un comité compuesto por el Comité Ejecutivo de la OLP, el presidente de la CNP, y el comandante en jefe del Ejército por la Liberación de Palestina. Después de nominación de los candidatos, estos deben ser elegidos por una mayoría de todos los miembros de la CNP. Sin embjargo, no se han celebrado elecciones para elegir a los miembros del comité. Debido a la imposibilidad de celebrar elecciones, la mayoría de los miembros son nombrados por el Comité Ejecutivo.
En 1996, el número total de miembros de la CNP se incrementó de 400 a 800, cuando el Consejo tuvo que votar sobre la revisión de la Carta Nacional Palestina. Para el año 2009, unos 700 de ellos habían permanecido.
A partir de 2003, el CNP está presidido por Salim Zanoun y tiene 669 miembros; 88 son del Consejo Legislativo Palestino (CLP), 98 representan a la población palestina que vive en Cisjordania y la Franja de Gaza, y 483 representan la diáspora palestina. Mientras que el CNP tiene un número de miembros del CLP, no es un órgano del Estado de Palestina. Más bien es el equivalente de poder ejecutivo del país.
A partir de 2012 la oficina principal del Consejo se encuentra en Amán y una sucursal se encuentra en Ramallah.

## Historia
El primer Consejo Nacional Palestin, integrada por 422 representantes, se reunió en Jerusalén en mayo de 1964 y adoptó el Pacto Nacional Palestina (también llamada Carta Nacional Palestina). También estableció a la OLP como la expresión política del pueblo palestino y se eligió a Ahmed Shukeiri como el primer presidente del Comité Ejecutivo de la OLP. En la conferencia se encontraban representantes de las comunidades palestinas en Jordania, Cisjordania, la Franja de Gaza, Siria, Líbano, Kuwait, Irak, Egipto, Catar, Libia y Argelia.
Las sesiones siguientes se celebraron en El Cairo (1965), Gaza (1966), El Cairo (desde 1968 hasta 1977), Damasco (1979 a 1981), Argel (1983), Amán (1984), Argel (1987), Gaza (1996 y 1998) y Ramallah (2009).
En la reunión de febrero de 1969 en El Cairo, Yasser Arafat fue nombrado líder de la OLP, quedando en el cargo hasta su muerte en 2004.
En una reunión de noviembre de 1988 en Argel, Argelia, el CNP declaró unilateralmente la independencia del Estado árabe de Palestina.
Después de la firma de los Acuerdos de Oslo, el CNP se reunió en Gaza en abril de 1996 y votó 504 a 54 para anular partes del Pacto Nacional Palestina que negaba el derecho de Israel a existir, pero la propia Carta no se ha cambiado de manera formal o reelaborado. Uno de sus miembros más destacados, el erudito y activista palestino-estadounidense Edward Said, abandonó el Consejo porque creía que los Acuerdos de Oslo cortaba el derecho de los refugiados palestinos a regresar a sus hogares en Israel anteriores a 1967, y no daría lugar a una paz duradera.
En diciembre de 1998, el CNP se reunió en Gaza ante la insistencia del primer ministro israelí, Benjamin Netanyahu, quien lo consideró una condición sobre la continuación del proceso de paz. En presencia de los Estados Unidos el presidente Bill Clinton, reafirmó nuevamente la anulación de las partes de la Carta que negaban el derecho de Israel a existir.